# Gen.-Elżbieta-Zawacka-Brücke
Die Gen.-Elżbieta-Zawacka-Brücke, polnisch Most gen. Elżbiety Zawackiej, ist eine Straßenbrücke über die Weichsel in Toruń (Thorn) in Polen.
Sie ist nach Elżbieta Zawacka benannt.
Die Brücke führt die Nationalstraße 91 über den Strom und verbindet den am rechten, nördlichen Ufer gelegenen Stadtteil Rubinkowo mit dem Stadtteil Rudak am linken Ufer. Sie hat zwei Fahrspuren in jeder Fahrtrichtung, aber keinen Pannenstreifen, sowie einen Radweg auf der östlichen und einen Gehweg auf der westlichen Seite.
Sie besteht aus der 540 m langen und 24 m breiten Strombrücke, einer 830 m langen Rampenbrücke auf dem linken und einer 600 m langen Hochstraße auf dem rechten Ufer. Diese Hochstraße mündet in einem Tunnel unter dem Daszyńskiego-Platz, einem Verkehrsknotenpunkt, der von der Schrägseilbrücke Estakada im. Marka Sudaka gekreuzt wird.
Die Strombrücke hat zwei Bögen mit einer Stützweite von je 270 m und einem abgehängten Fahrbahnträger. Sie ist die größte Bogenbrücke Polens. Die Bögen wurden am Ufer hergestellt und anschließend auf Leichtern eingeschwommen.
Die Brücke wurde von Marek Sudak und Krzysztof Wąchalski entworfen, mit Mitteln der Europäischen Union finanziert und zwischen 2010 und 2013 erstellt.

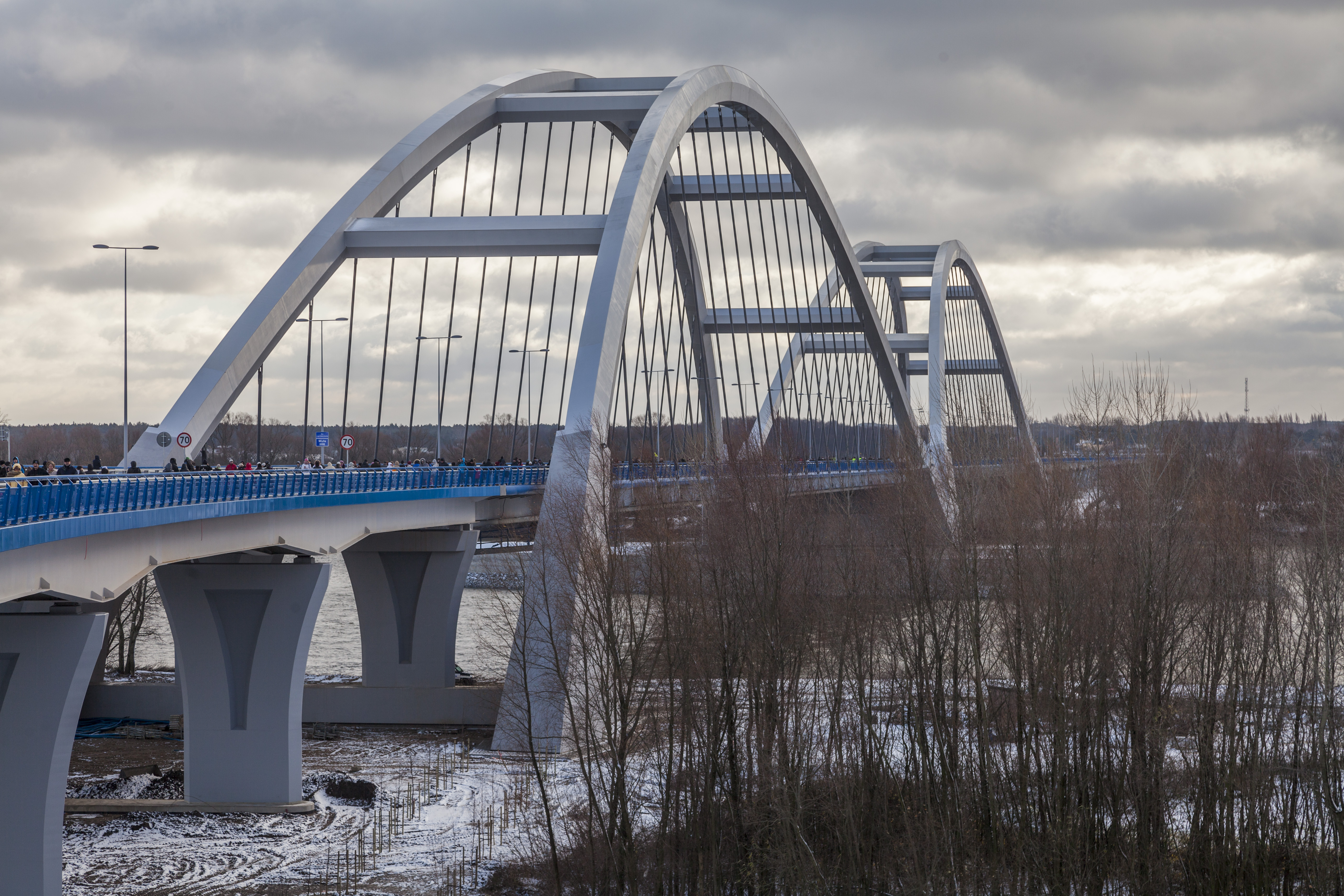
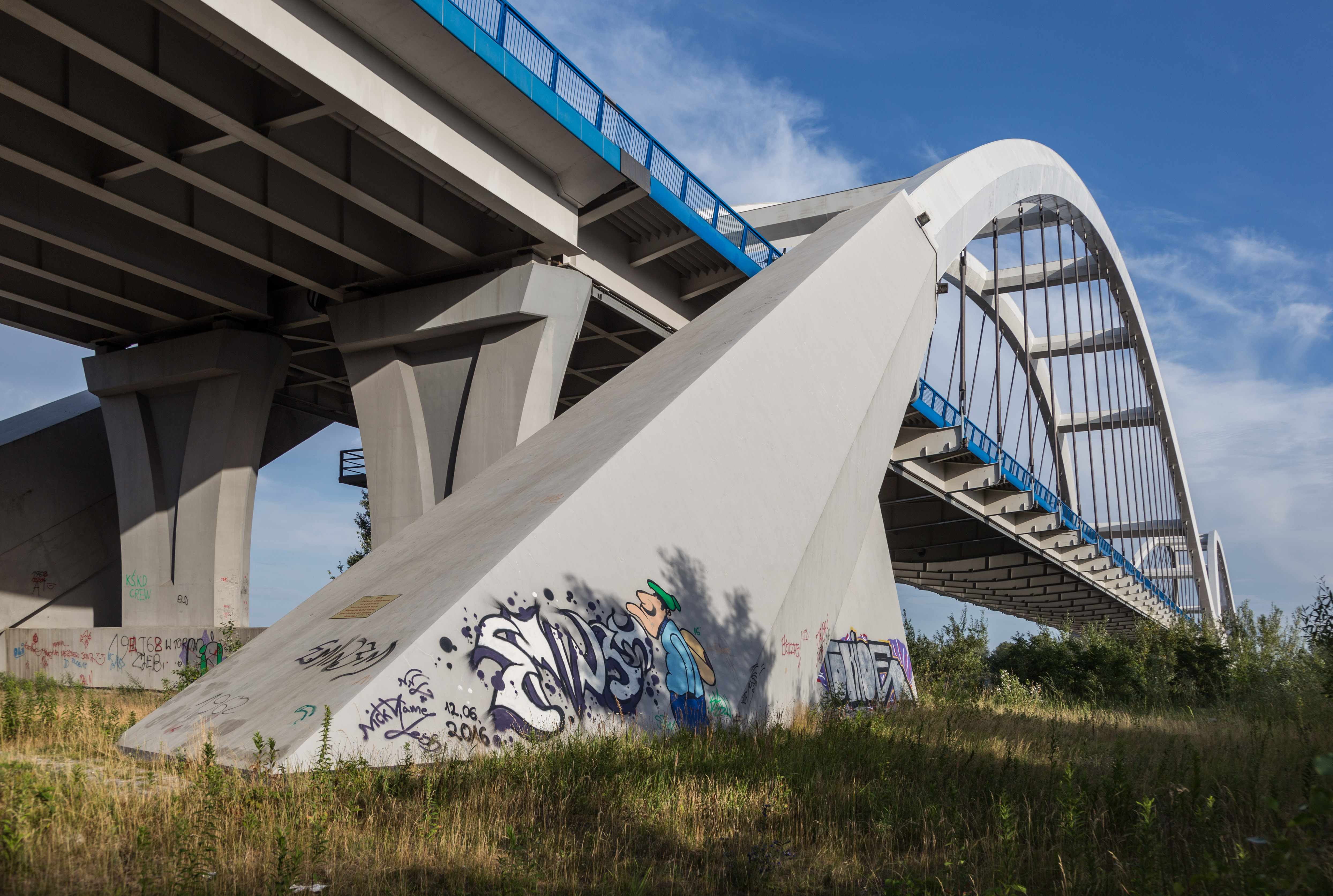
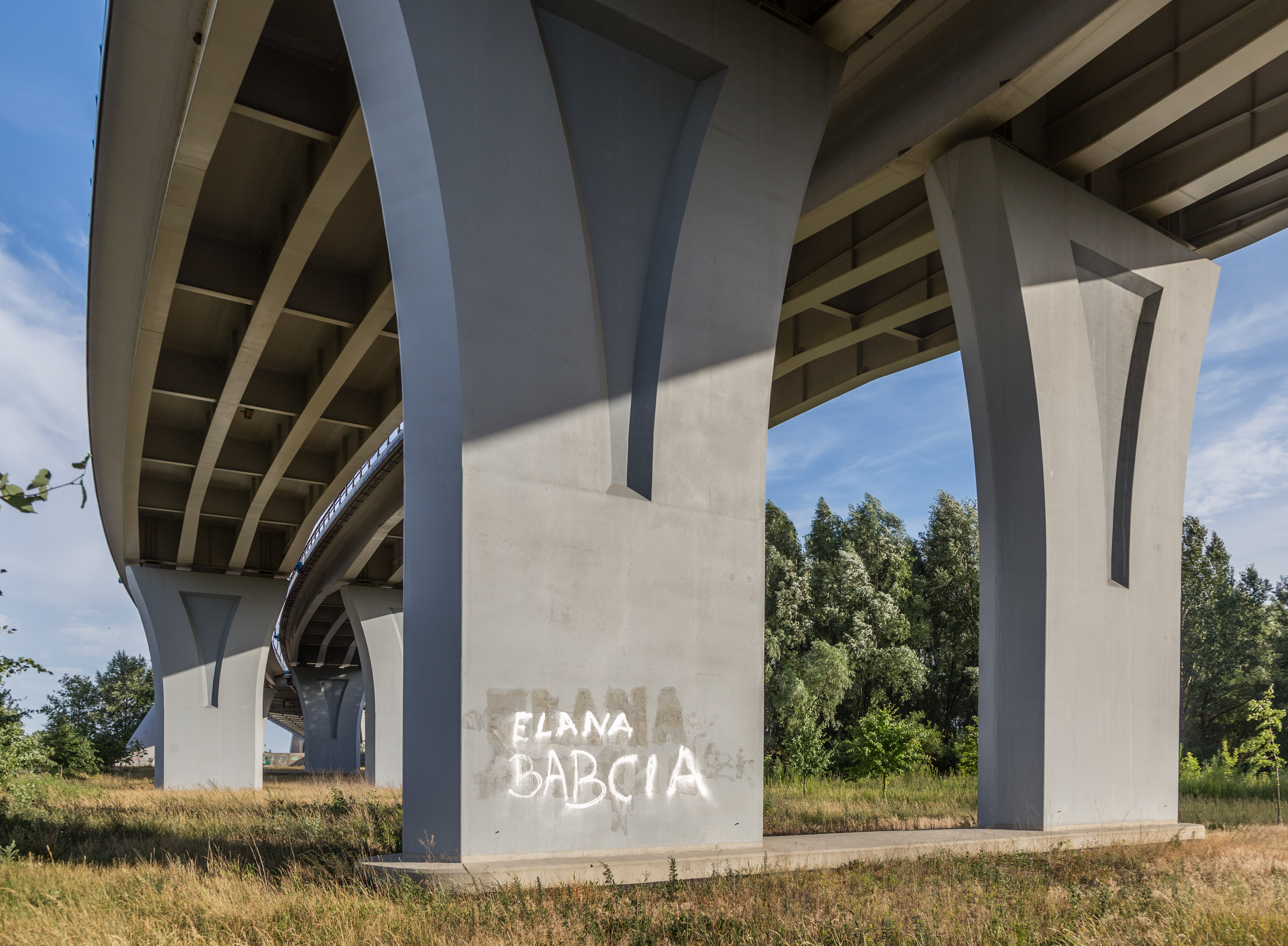